# Poolse hitlijsten
De Poolse hitlijsten bestaan uit twee officiële albumhitlijsten en zeven singlehitlijsten. Deze Poolse hitlijsten worden verzorgd door ZPAV (Związek Producentów Audio Video). De eerste albumlijst, de Top 100, is een maandelijkse hitlijst, gebaseerd op statistieken die ontvangen zijn van platenlabels. De tweede, de OLiS, is een wekelijkse albumlijst gebaseerd op verkoopaantallen.

## Singlelijsten
De singlelijsten zijn:
- AirPlay – Top – populaire nummers voor radio en tv
- AirPlay – TV – populaire videoclips voor MTV Polska, VIVA Polska, VH1 Polska and 4fun.tv
- AirPlay – Nowości – populaire nieuwe singles
- AirPlay – Największe skoki – nummers met een grote sprong in de hitlijst
- Top – Dyskoteki – populaire dancenummers
- Polish Top Store Chart 50[bron?] – algemene hitlijst, gebaseerd op singleverkoopcijfers